# Frontière entre le Missouri et l'Oklahoma
La frontière entre le Missouri et l'Oklahoma est une frontière intérieure des États-Unis délimitant les territoires du Missouri à l'est et de l'Oklahoma à l'ouest.
Son tracé emprunte le méridien 94° 36'35" longitude ouest jusqu'au 37e parallèle nord jusqu'à celui du 36° 30' latitude nord.

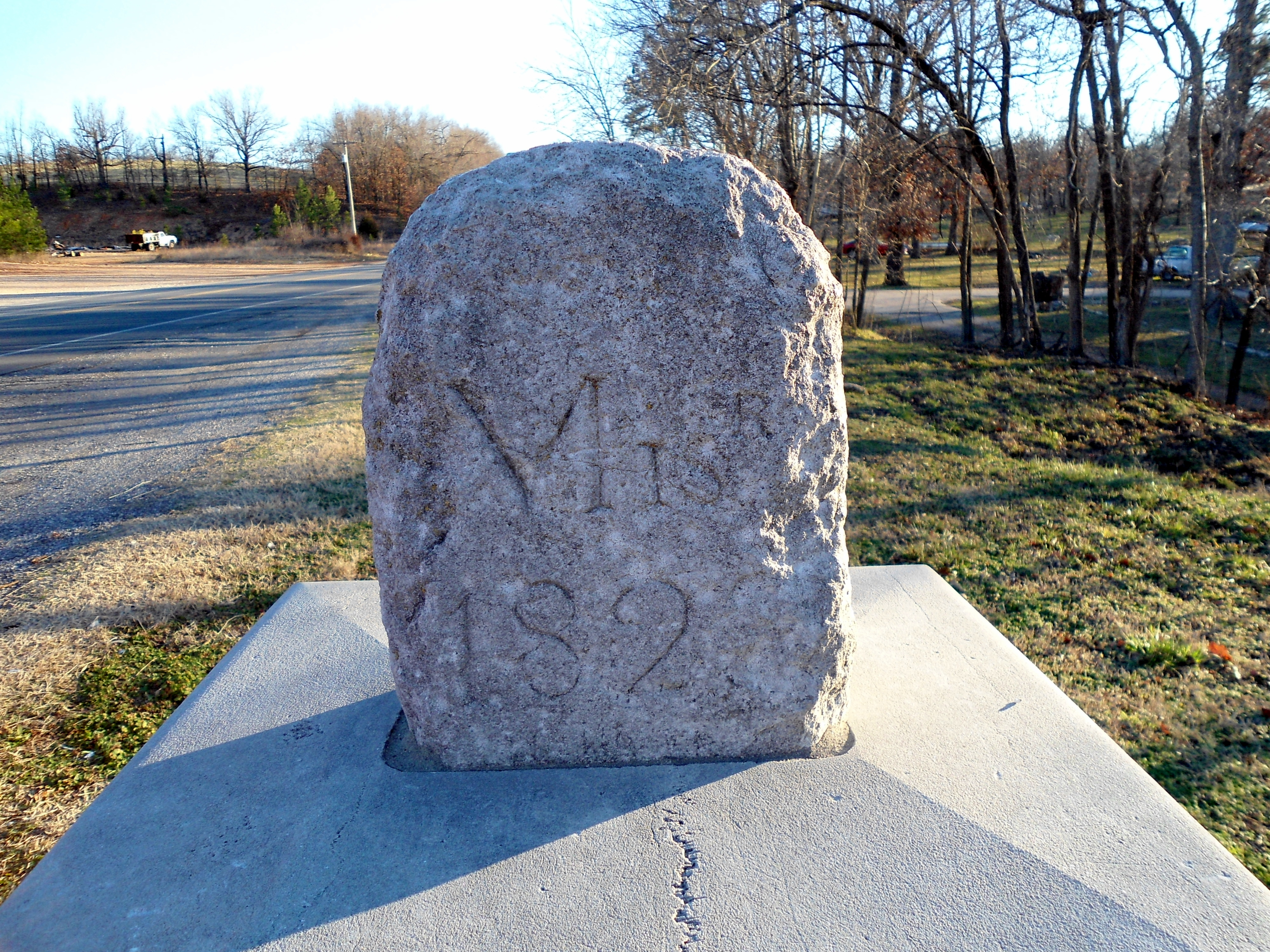
Borne marquant le tripoint Arkansas-Missouri-Oklahoma.